# جون جيلفيلان
جون جيلفيلان (بالإنجليزية: John Gilfillan)‏ هو محامي وسياسي أمريكي، ولد في 11 فبراير 1835 في بارنيت في الولايات المتحدة، وتوفي في 19 أغسطس 1924 في منيابولس في الولايات المتحدة. حزبياً، نشط في الحزب الجمهوري. وقد انتخب عضو مجلس ولاية مينيسوتا وانتخب عضو مجلس النواب الأمريكي.